# Château de Montclus
Le château de Montclus est un ancien château fort du XIIIe siècle, dont les ruines se dressent sur la commune française de Montclus dans le département du Gard en région Languedoc-Roussillon.
Les restes du château font l’objet d’un classement au titre des monuments historiques par arrêté du 19 juillet 1977.

## Localisation
Les vestiges du château de Montclus sont situés dans le département français du Gard sur la commune de Montclus.

## Description
On peut voir parmi les pierres à bosse du donjon un visage apotropaïque.